# Szosza állomás
Szosza (Sosa) állomás a szöuli metró 1-es vonalának, valamint a Szohe (Seohae) vonalnak az állomása Kjonggi (Gyeonggi) tartomány Pucshon (Bucheon) városában. 1997-ben adták át. Az állomás a jövőbeli Tegok–Szosza (Daegok–Sosa) vonalat is ki fogja szolgálni.

## Viszonylatok
| 1-es vonal                                | 1-es vonal                                                                         | 1-es vonal                               |
| ----------------------------------------- | ---------------------------------------------------------------------------------- | ---------------------------------------- |
| Jokkok (Yeokgok) Szojoszan (Soyosan) felé | Kjongin (Gyeongin) szakasz személyvonat Kjongvon (Gyeongwon) szakasz expresszvonat | Pucshon (Bucheon) Incshon (Incheon) felé |
| Szohe (Seohae) vonal                      |                                                                                    |                                          |
| végállomás                                |                                                                                    | Szoszeul (Sosaeul) Vonsi (Wonsi) felé    |